# (3337) Miloš
(3337) Miloš (1971 UG1) – planetoida z pasa głównego asteroid okrążająca Słońce w ciągu 4 lat i 290 dni w średniej odległości 2,84 j.a. Została odkryta 26 października 1971 roku w Hamburg-Bergedorf Observatory w Bergedorfie przez Luboša Kohoutka. Nazwa planetoidy pochodzi od imienia Miloša Tichego, czeskiego astronoma, odkrywcy 152 planetoid. Nazwę zaproponowała jego żona Jana Tichá.